# Брацо Галин
Брацо Галин (Врточе, код Петровца, 1924) учесник Народноослободилачке борбе, пуковник ЈНА и носилац Партизанске споменице.

## Биографија
Брацо Галин је рођен 1924. године у Врточу (заселак Дулиба), код Петровца, од оца Илије и мајке Спасеније Радановић Цвијетић из Врточа. У неким изворима се наводи да је рођен 1922. године. Одрастао је са пет браће и једном сестром. Потиче из земљорадничке породице. Прије рата био је радник. Оженио је Миру Бојановић и са њом добио ћерку Љубомирку.
По окупацији Југославије, укључио се у припреме оружаног устанка. 27. јула 1941. Од првих дана учествовао је у устаничким и герилским акцијама. Почетком рата био је курир, да би касније обављао дужност политичког комесара. Био је припадник Треће крајишке бригаде од њеног настанка. У КПЈ је примљен 1943. Учесник је Битке на Сутјесци. О својим ратним искуствима писао је у зборнику сјећања Петровац у НОБ и Трећа крајишка бригада.
Почетком рата био је припадник врточке чете. Формирањем Треће крајишке бригаде (крајем јула 1942), одређен је за курира у штабу батаљона. Имао је надимак Шуне. Концем 1943. године постављен је за помоћника комесара чете. Потом је обављао дужност политкомесара чете. Половином 1944. постављен је за помоћника комесара 1. батаљона Треће крајишке бригаде. Крајем рата био је политички комесар батаљона.
Након рата завршио је високу политичку школу. Служио је као официр у ЈНА. Радио је на политичким пословима, а бавио се и андрагошким радом. Пензионисан је у чину пуковника.
Више пута је одликован. Носилац је Партизанске споменице 1941. и Ордена југословенске заставе са златним вијенцем. Уредник је зборника сјећања Трећа крајишка бригада.
Живио је у Београду.